# Changping
För andra betydelser, se Changping (olika betydelser).
Changping är ett stadsdistrikt i Pekings storstadsområde i Kina. Det ligger cirka 34 kilometer nordväst från Pekings centrum. 
De historiskt intressanta Minggravarna och det beryktade Qinchengfängelset är belägna i distriktet Changping.

## Administrativ indelning
Changping är indelat i åtta stadsdelsdistrikt och 14 köpingar (varav fyra benämns områden):
Stadsdelsdistrikt:

- Chengbei (城北街道)
- Chengnan (城南街道)
- Huilongguan (回龙观街道)
- Huoying (霍营街道)
- Longzeyuan (龙泽园街道)
- Shigezhuang (史各庄街道)
- Tiantongyuanbei (天通苑北街道)
- Tiantongyuannan (天通苑南街道)

Köpingar:

- Baishan (百善镇)
- Beiqijia (北七家镇)
- Cuicun (崔村镇)
- Liucun (流村镇)
- Nanshao (南邵镇)
- Shisanling (十三陵镇)
- Xiaotangshan (小汤山镇)
- Xingshou (兴寿镇)
- Yangfang (阳坊镇)
- Yanshou (延寿镇)

Köpingar som benämns områden (地区): 

- Dongxiaokou (东小口地区)
- Machikou (马池口地区)
- Nankou (南口地区)
- Shahe (沙河地区)